# (18928) Pontremoli
(18928) Pontremoli (2000 QH9) – planetoida z pasa głównego asteroid okrążająca Słońce w ciągu 5,25 lat w średniej odległości 3,02 j.a. Odkryta 25 sierpnia 2000 roku.